# Pippi Langstrømpe (film fra 1949)
 For alternative betydninger, se Pippi Langstrømpe (flertydig). (Se også artikler, som begynder med Pippi Langstrømpe)
Pippi Langstrømpe er en svensk film fra 1949 instrueret af Per Gunnvall. Filmen er baseret på Astrid Lindgrens børnebøger om Pippi Langstrømpe og Viveca Serlachius ses i titelrollen.